# Біг Бен (фільм)
«Біг Бен» (пол. Big Bang) — польський комедійний повсякденний фільм з елементами наукової фантастики 1986 року режисера Анджея Кондратюка.

## Сюжет
Польща 80-х років XX століття. В одному з сіл висаджується НЛО. Потривожені селяни не знають що їм робити. Відчуваючи, що вони мають справу з чимось важливим і доленосним, вони вирішують гідно прийняти прибульців. Вони одягають святковий одяг, а на стіл ставлять горілку. Розповідають смішні діалоги і діляться своїми думками про життя, сучасний світ і людський вигляд, вони чекають неземних гостей. Проте вони не з'являються й відлітають, захопивши з собою одного з місцевих жителів.

## У ролях
- Людвік Бенуа – дядько Метек
- Софія Мерле – тітка Гела
- Януш Гайос – Янек
- Здислав Козен – Науковець
- Божена Дикель – Зося
- Францішек Печка – Стасек
- Роман Клосовський – пан Казімєрж
- Іга Цембжинська – Баська